# Gennadi Strekalov
Gennadi Michailovitsj Strekalov (Russisch: Генна́дий Миха́йлович Стрека́лов) (Mytisjtsji, 26 oktober 1940 – 25 december 2004) was een Russisch ruimtevaarder. Strekalov zijn eerste ruimtevlucht was Sojoez T-3 met een Sojoez draagraket en vond plaats op 27 november 1980. Doel van deze missie was een koppeling uitvoeren met ruimtestation Saljoet 6 om een reparaties uit te voeren. 
In totaal heeft Strekalov vijf ruimtevluchten op zijn naam staan. Tevens maakte hij deel uit van Sojoez T-10-1, een mislukte missie waarbij de raket ontplofte op het lanceerplatform. De bemanning kwam met de schrik vrij, omdat de ontsnappingstoren hen tijdig wegschoot. Tijdens zijn missies maakte hij in totaal vier ruimtewandelingen. In 1998 verliet hij Roskosmos en ging hij als astronaut met pensioen.